# Чарня-Дужа
Чарня-Дужа (пол. Czarnia Duża) — село в Польщі, у гміні Скрвільно Рипінського повіту Куявсько-Поморського воєводства.
Населення — 182 особи (2011).
У 1975-1998 роках село належало до Влоцлавського воєводства.

## Демографія
Демографічна структура станом на 31 березня 2011 року:
|          | Загалом | Допрацездатний вік | Працездатний вік | Постпрацездатний вік |
| -------- | ------- | ------------------ | ---------------- | -------------------- |
| Чоловіки | 95      | 22                 | 65               | 8                    |
| Жінки    | 87      | 22                 | 45               | 20                   |
| Разом    | 182     | 44                 | 110              | 28                   |